# Polarización lineal

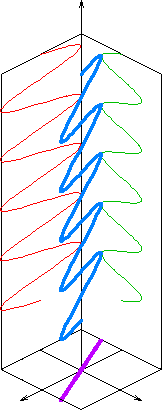
Diagrama del campo eléctrico de una onda de luz (azul), lineal polarizada en un plano (línea morada), y consistente de dos componentes ortogonales, en fase (ondas de color rojo y verde)

En la electrodinámica, la polarización lineal o polarización planal de la radiación electromagnética es un confinamiento del vector del campo eléctrico o vector del campo magnético a un plano dado a lo largo de la dirección de propagación.
La orientación de una onda electromagnética polarizada linealmente se define por la dirección del campo eléctrico vectorial. Por ejemplo, si el vector de campo eléctrico es vertical (alternativamente, hacia arriba y hacia abajo conforme viaja la onda) la radiación se dice que está polarizada verticalmente.